# Force 17
Force 17 (Streitmacht 17) ist eine bewaffnete Elitetruppe und Leibwächtereinheit der Palästinensischen Autonomiebehörde, die unmittelbar deren Präsidenten untersteht. Ursprünglich war sie eine Organisation der Fatah.
Die Force 17 entstand in den frühen 1970er-Jahren auf Initiative des Fatah-Funktionärs Ali Hassan Salameh (Abu Hassan). Wichtigste Aufgabe war der persönliche Schutz des PLO-Sprechers Jassir Arafat, dessen Stellvertreter und anderer Top-Funktionäre der PLO. 1974 eskortierten Force-17-Angehörige Arafat während seines Auftritts vor der UNO-Vollversammlung in New York. Nicht verhindern konnte die Einheit den Mord an ihrem Gründer Salameh, der 1979 gemeinsam mit einigen Leibwächtern einem Anschlag in Beirut zum Opfer fiel.
Mit Bildung der Palästinensischen Autonomiebehörde 1993 wurde die Force 17 zu einer quasi-staatlichen Sicherheitstruppe umgewandelt.